# 小黄花茶
小黄花茶（学名：Camellia luteoflora）为山茶科山茶属的植物，为中国的特有植物。分布在中国贵州省等地，目前尚未由人工引种栽培。